# Humedal La Isla
El humedal colombiano de La Isla es uno de los diecisiete (17) humedales de la ciudad de Bogotá reconocidos como Reserva Distrital de Humedal (RDH) antes la figura legal era Parque Ecológico Distrital de Humedal (PEDH). Está localizado en la localidad de Bosa en la ciudad de Bogotá dentro de la UPZ Tintal Sur, cuenta con una extensión de 7.7 hectáreas y se ubica en una de las zonas más secas de la ciudad.
Este humedal forma parte del Plan Parcial Campo Verde y está influenciado por tres vías principales de la zona: la proyectada Avenida Circunvalar del Sur, la Avenida Longitudinal de Occidente y la Avenida San Bernardino. Sus límites geográficos son: al norte, la Hacienda Las Mercedes; al sur, la Zona de Manejo y Preservación Ambiental (ZMPA) del Río Tunjuelo y el Barrio San José II; al este, la futura Avenida Circunvalar del Sur; y al oeste, el Parque Metropolitano Planta de Tratamiento Río Tunjuelo. El humedal tiene una temperatura media anual de 14 °C y una precipitación que varía entre 544,5 mm y 741,3 mm por año.
Actualmente el humedal se encuentra aislado del río por grandes jarillones y solo se alimenta de aguas lluvias o nacimientos de agua, por eso se aprecia su desecación progresiva y constante que lo ha convertido casi en un potrero.

## Localización
Ubicado en el suroccidente de Bogotá, en la orilla nororiental del río Tunjuelo y en proximidad de frontera con el municipio de Soacha (ciudadela Ciudad Verde, a 600 metros), esta rodeado urbanísticamente por la ciudadela Parques de Bogotá y el barrio Bosa San José (II sector) por el norte y oriente y entre las ampliaciones futuras de las avenidas El Tintal y Terreros.
Lo poco que se sabe de su información es que pertenece aun a la cuenca hidrográfica mencionada separada por jarillones y a raíz de la pérdida de extensión por los asentamientos de Bosa San José  y Potreritos, lo que queda de ella fue declarado como humedal por el Acuerdo 577 de 2014 del Concejo de Bogotá.
A ella se ingresa por la carrera 88 desde la Variante de Bosa San José que conduce entre Ciudad Verde, Bosa Laureles y la Vereda de Bosatama por el puente del río Tunjuelo siendo una vía destapada de ingreso a Bosa San José II, siguiendo el jarillón de dicho río.

## Flora
En el Humedal La Isla se encuentra vegetación de tipo arbóreo destacándose la presencia de pasto kikuyo (penisetum clandestinum), sauce (salix humboldtiana), eucalipto (eucaliptus globulus) y otras especies que se han establecido previamente, en etapas de sucesión como es el caso de lenguaevaca (rumex sp), botoncillo (bidens laevis) y cortaderas (cyperus sp). 
A nivel acuático se observan especies tales como; lenteja de agua (lemna gibba), bidens laevis y redondita de agua (hydrocotyle ranunculoides).
| Nombre            | Especie                   | Imagen |
| ----------------- | ------------------------- | ------ |
| Pasto kikuyo      | Penisetum clandestinum    |        |
| Sauce             | Salix humboldtiana        |        |
| Eucalipto         | Eucaliptus globulus       |        |
| Lenguavaca        | Rumex sp                  |        |
| Botoncillo        | Bidens laevis             |        |
| Cortadera         | Cyperus sp                |        |
| Lenteja de agua   | Lemna gibba               |        |
| Redondita de agua | Hydrocotyle ranunculoides |        |

## Fauna

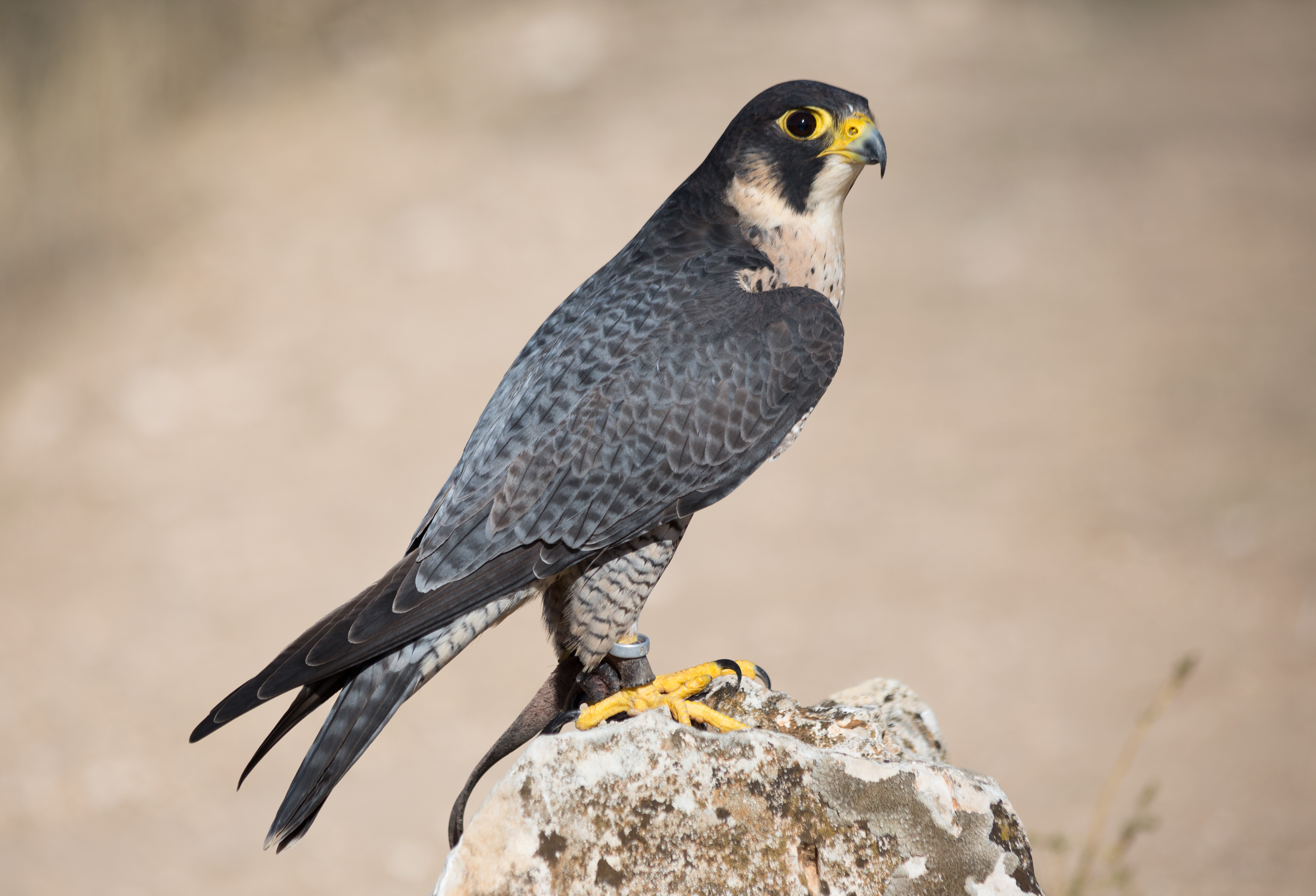
Falco peregrinus'.

Dentro de las especies del humedal destacan aves migratorias como el falco peregrinus, piranga rubra, progne tapera, riparia riparia, leiothlypis peregrina, setophaga fusca, contopus cooperi, contopus sordidulus, contopus virens, tyrannus savana, tyrannus tyrannus, vireo olivaceus y el colibrí de mulsant (Chaetocercus mulsant). 
También se ha reportado la presencia  de la serpiente sabanera (atractus crassicaudatus). 
| Nombre               | Especie              | Imagen |
| -------------------- | -------------------- | ------ |
| Avión zapador        | Riparia riparia      |        |
| Colibrí de mulsant   | Chaetocercus mulsant |        |
| Golondrina parda     | Progne tapera        |        |
| Cardenal migratorio  | Piranga rubra        |        |
| Reinita gorjinaranja | Setophaga fusca      |        |
| Pibí boreal          | Contopus cooperi     |        |
| Pibí occidental      | Contopus sordidulus  |        |
| Pibí oriental        | Contopus virens      |        |
| Tirano oriental      | Tyrannus tyrannus    |        |
| Vireo ojirrojo       | Vireo olivaceus      |        |

## Historia
En agosto de 2005, José Armando Chiguasuque interpuso una Acción Popular contra Metrovivienda y otras entidades distritales, argumentando que el área del "Plan Parcial de la Ciudadela Campoverde" en la localidad de Bosa era crucial desde el punto de vista ambiental, hídrico y biológico. Según su demanda, el "Sistema ambiental Campo Verde", que incluye varias áreas consideradas humedales, debía ser protegido y restaurado.
La Secretaría de Ambiente, responsable de los asuntos ecológicos en el Distrito, respaldó mantener el diseño general del plan, señalando que no toda la zona califica como humedal, sino únicamente el sector denominado "La Isla", que debía ser recuperado y protegido.
Los estudios confirmaron que "La Isla" posee las condiciones físicas, geológicas, hidrológicas y biológicas necesarias para ser clasificada como humedal bajo los criterios de la Convención RAMSAR. Se recomendó la conservación de esta área y su integración como un espacio público destinado a la recreación pasiva y la educación ambiental. Por otro lado, los sectores "Potreritos" y "Campoverde" han sufrido procesos de desecación y degradación debido a actividades humanas, perdiendo así su valor ecosistémico.
En 2009, se presentó el Proyecto de Acuerdo n.º 420, que buscaba declarar a "Campo Verde", "Potrerito" y "La Isla" como Parque Ecológico Distrital de Humedal para preservar estos ecosistemas y evitar su urbanización. Aunque más proyectos similares fueron propuestos en 2010 y 2011, no se aprobaron, y parte de la zona quedó destinada a ser urbanizada.
Finalmente, en 2013, durante la administración de Gustavo Petro, se reconoció al Humedal La Isla como área protegida bajo el Decreto 364. Sin embargo, los sectores "Potrerito" y "Campo Verde" permanecen en una situación incierta, sin una decisión clara sobre su urbanización o protección, ya que se consideran áreas vulnerables a inundaciones, aunque estratégicas para la expansión urbana.